# Bastion św. Gertrudy
Bastion św. Gertrudy (niem. Bastion Gertrud) – bastion typu nowowłoskiego, budowany w latach 1607–1638 w Gdańsku, jedyny zachowany w oryginalnym kształcie i ostatni z zachodniego ciągu fortyfikacji. Jeden z czternastu podobnych bastionów, którymi obwarowano miasto w XVII wieku, zlokalizowany na Starym Przedmieściu w okolicach Dolnego Miasta. 

## Historia

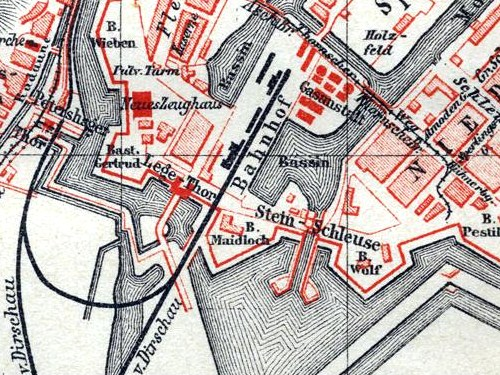
Bastion z otoczeniem na planie z 1885

Przylega do niego Brama Nizinna z 1626 roku, która łącząc go z Bastionem Żubr, broniła dostępu do miasta od strony Żuław i Traktu Tczewskiego. Powstał według projektu miejskiego fortyfikatora Antoniego van Obberghena. Jest elementem fortyfikacji stałej, wznoszonej na załamaniach obwarowania twierdzy, na planie pięciokątnego masywu ziemnego; jego wnętrze kryje rozległe kazamaty o ceglanych murach i sklepieniach, w których znajdowały się magazyny prochu i amunicji oraz wozownie artyleryjskie. Bastion wyposażony był w stanowiska obserwacyjne i artyleryjskie; podobnie jak bastion Żubr miał wysokie nadszańce z płaskimi tarasami, do których prowadziły ślimakowate pochylnie. Od zewnątrz system bastionów opływała podwójna fosa zygzakowatego kształtu. W późniejszym czasie zewnętrzną fosę osuszono, a pozostała fosa wewnętrzna jest współcześnie nazywana Opływem Motławy. 
Forteczny charakter i militarne znaczenie zespół zachował do 1920 roku, gdy na miejscu wyburzonych obiektów wojskowych utworzono ogródki działkowe, a umocnienia wałów i bastiony udostępniono gdańszczanom w celach rekreacyjnych, w niezmienionym kształcie, zgodnie z panującą od XIX wieku w Europie tendencją tworzenia założeń spacerowych w miejscach po dawnych fortyfikacjach. Do dziś zachowały się głogi – pozostałości żywopłotów obronnych, posadzonych przez pruskich artylerzystów przed I wojną światową. Gęsto nasadzone, o kłujących pędach, stanowiły pełnoprawny element fortyfikacji, powstrzymujący żołnierzy przeciwnika od wdarcia się na umocnienia. Bastion został wpisany do rejestru zabytków w 1967 roku, a po 2000 roku został – wraz z terenem Opływu Motławy – poddany rekultywacji i rewitalizacji. Wzdłuż fosy, na wałach i bastionach, powstały chodniki i ścieżki rowerowe, przeobrażając tereny poforteczne w swoisty miejski park rekreacji, na podobieństwo krakowskich plant. 
Piwnice bastionu o powierzchni 4 tys. m kwadratowych, użytkowane do końca lat 80. jako magazyn telewizorów Unimoru, zostały w 2014 roku przeznaczone na składnicę konserwatorską.

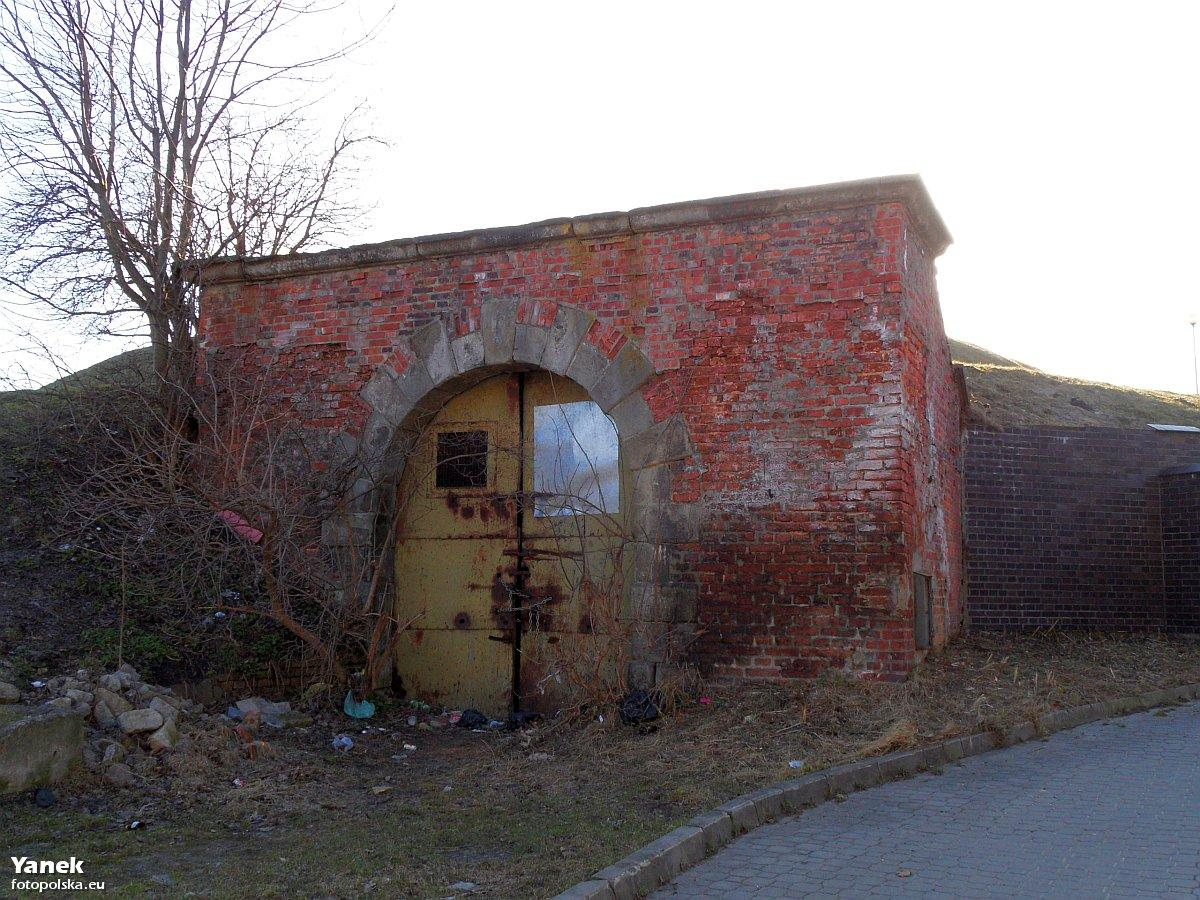
Wejście do kazamat
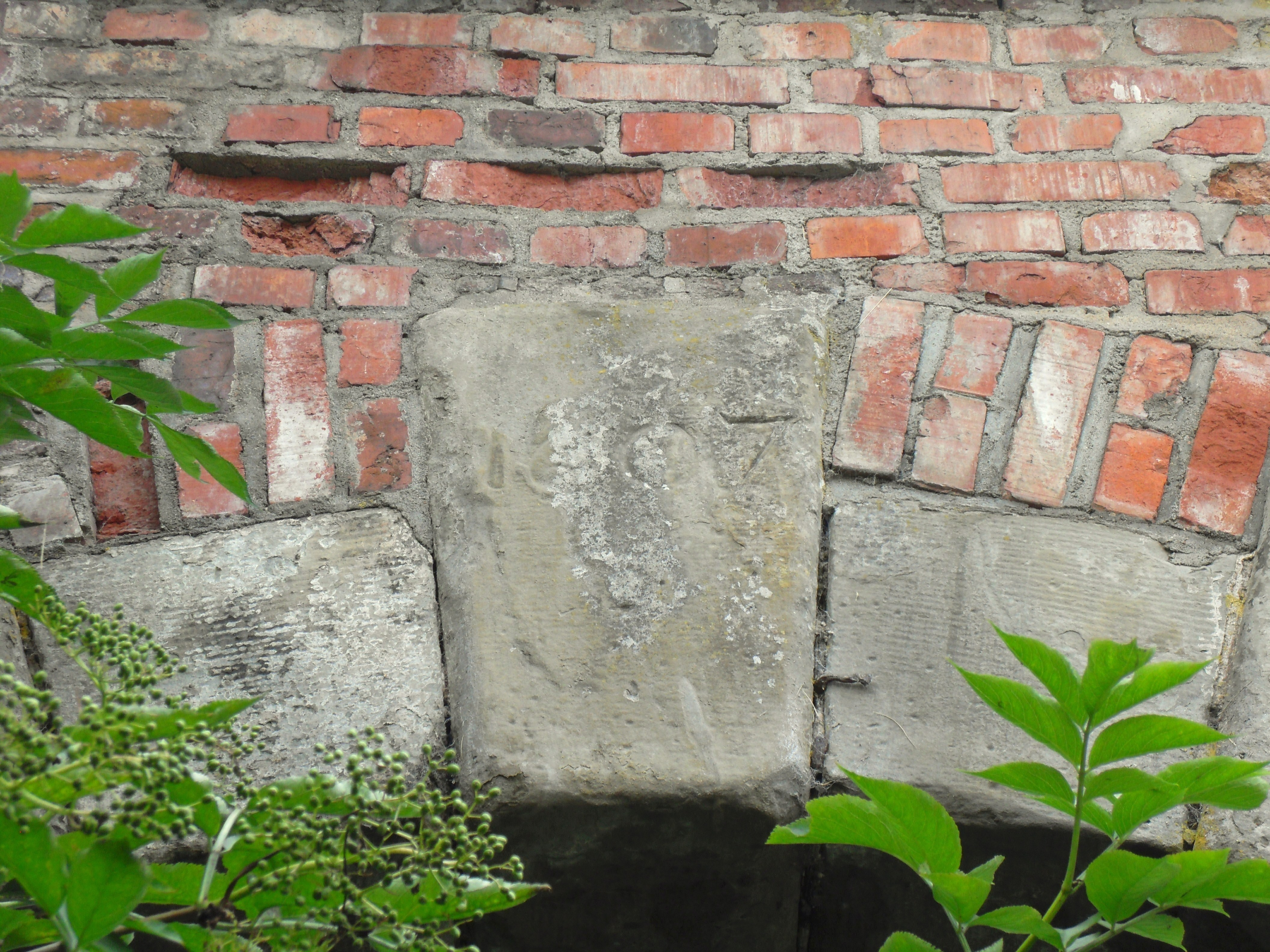
Zwornik z rokiem rozpoczęcia budowy (1607)